# داني كلارك (دراج)
داني كلارك (بالإنجليزية: Danny Clark) مواليد 30 أغسطس 1951 في لاونسستون، كان دراج أسترالي سابق في صنف سباق الدراجات على المضمار. سبق أن شارك في دورة الألعاب الأولمبية الصيفية وفاز بميدالية أولمبية. حقق أيضا ميدالية في دورة ألعاب الكومنولث.

## سجل النتائج

### سباقات أو مراحل فاز بها
- طواف إيطاليا

## الميداليات
| الميدالية | المسابقة                       |
| --------- | ------------------------------ |
| فضية      | الألعاب الأولمبية الصيفية 1972 |

## روابط خارجية
- داني كلارك على موقع أرشيف الدراجات (الإنجليزية)
- داني كلارك على موقع إحصائيات الدراجات الإحترافية (الإنجليزية)
- داني كلارك على موقع CycleBase (الإنجليزية)
- داني كلارك على موقع أوليمبيديا (الإنجليزية)
- داني كلارك على موقع اللجنة الأولمبية الأسترالية (الإنجليزية)
- داني كلارك على موقع قاعة أستراليا للمشاهير الرياضية (الإنجليزية)